# Strathcarron Sports Cars
Strathcarron Sports Cars PLC war ein britischer Hersteller von Automobilen.

## Unternehmensgeschichte
Ian Macpherson gründete 1998 das Unternehmen in Tebworth. Der erste Prototyp war im gleichen Jahr auf dem Genfer Auto-Salon ausgestellt. 1999 begann die Produktion von Automobilen. Der Markenname lautete Strathcarron. 2001 endete die Produktion.

## Fahrzeuge
Das Unternehmen stellte Sportwagen her. Reynard Motorsport hatte das Fahrgestell entworfen. Der Entwurf für die Karosserie stammte von Simon Cox. Die türlose Roadsterkarosserie aus Aluminium bot Platz für zwei Personen. Das Fahrzeug war bei einem Radstand von 2388 mm 3607 mm lang, 1702 mm breit, 1194 mm hoch und wog 560 kg. Der Motor war in Mittelmotorbauweise hinter den Sitzen montiert und trieb über ein Sechsganggetriebe die Hinterachse an. Der SC-4 war das Basismodell. Ein Motorradmotor von Triumph Motorcycles mit 1200 cm³ Hubraum und 125 PS Leistung trieb das Fahrzeug an. Im Modell SC 5 A lieferte ein leistungsgesteigerter Motor 140 PS. Der SC 6 war 2001 als Einstiegsmodell zu einem Preis von unter 20.000 Pfund geplant.